# طريق ترابي (رواية)
طريق ترابي (بالإنجليزية: Dirt Road)‏ هي رواية للكاتب الإسكتلندي جيمس كيلمان، نشرت عام 2016، عن دار نشر كاتابولت.